# آفريل لافين
آفريل رمونا لافين،((تُلفظ بالإنجليزية: ‎/ˈævrɨl  rəˈməʊnə ləˈvi:n/‏) ولدت في 27 سبتمبر 1984) هي مغنية روك وبوب وكاتبة أغان كندية رُشحت لثماني جوائز غرامي وحازت على سبع جوائز جونو. تُعتبر لافين من أكثر المغنيين شهرة ونجاحاً حيث يطغى على موسيقاها في العادة نمط متمرد أو «البانك»، حيث أنها تبرز نفسها كمراهقة عادية صبيانية، وموسيقاها تتحدث عامة عن المراهقين، وبشكل خاص في ألبومها الأول، مما جعل لها موقعا مميزاً في الوسط الموسيقي.
أصدرت حتى اليوم خمسة ألبومات، حقق كل منها نجاحاً ساحقاً على الصعيد العالمي، وهي بترتيب إصدارها: لت غو (2002)، أندر ماي سكين (2004)، ذا بست دامن ثينغ (2007)، وقد تم بيع أكثر من 31 مليون نسخة من هذه الألبومات، وغودباي لوليباي في 2 مارس 2011. وهيد ابوف واتر صدر في 15 فبراير 2019.
للافين ثمان أغنيات حلت في المرتبة الأولى في كندا، ثلاث أغان حلت في المرتبة الأولى عالمياً حتى الآن، وتسع أغان ضمن العشر الأوائل، من ضمنها: كومبليكيتد، سكيتر بوي، آيم ويذ يو، ماي هابّي إندينغ، وغيرلفريند.
لا تندرج أنواع الموسيقى التي تمتاز بها لافين فقط في الروك والبوب، بل تشمل أيضاً الروك بديل وبوب المراهقين والروك بوب. كما أنها تجيد العزف على آلات مختلفة، منها البيانو، الطبول والغيتار، إلا أن النقاد يشككون في قدرتها على عزف الأخيرة، زاعمين أن قدرتها تنحصر على العزف على المفاتيح الأساسية فقط.
حازت لافين على المرتبة التاسعة في مسابقة جابرا الموسيقية لأفضل الفرق الموسيقية في العالم في 21 يوليو 2007، بحسب تصويت المعجبين من حوالي 150 دولة.

## نشأتها
ولدت لافين تحت اسم آفريل رامونا لافين في بيلفيل، أونتاريو بكندا. هي الابنة الوسطى (الثانية) لكل من جون كلود لافين، موظف في شركة اتصالات، وهو فرنسي الجنسية، وجودي، والدتها، ذات الأصول الفرانكو-أونتارية، وبالرغم من كون أصولها فرنسية، إلا أنها لا تتحدث اللغة، وكذلك يُنطق اسمها عادة باللهجة الإنجليزية عوضاً عن الفرنسية (النطق الفرنسي للاسم )، ومعنى كلمة آفريل شهر أبريل، ولافين يشير إلى سيقان العنب.
تعتنق لافين الديانة المسيحية وتتبع المذهب الكاثوليكي، وكانت تشترك عادة في الغناء مع الكورس في الكنيسة، وكان لهذا الفضل في اكتشاف موهبتها.
انتقلت لافين إلى ناباني بأونتاريو عندما كانت في الخامسة من عمرها، وارتادت أكاديمية كورنرستون المسيحية (بالإنجليزية: Cornerstone Christian Acadamy)‏ خلال فترة المراهقة. بالرغم من عدم تفوقها أكاديمياً، إلا أنها كانت متميزة رياضياً من ناحية ألعاب الجري والمضمار، والهوكي، حيث اختيرت كأفضل لاعبة لسنتين متتاليتين.
كانت لافين تمارس هوايات صبيانية أو رجولية، على عكس الفتيات في عمرها عادةً، مثل التزحلق على خشبة التزحلق - منذ أن كانت في الرابعة عشر من العمر، والصيد والتخييم، ويعزى ذلك لكونها تقتدي بشقيقها الأكبر.
إلى جانب ذلك، قامت بتعليم نفسها كيفية العزف على الغيتار وبعض الآلات الأخرى، كما استمرت بالغناء في الكنيسة وفي المناطق العامة، خاصة الأغاني الفلكلورية والريفية، مما أدى إلى اكتشاف الكثير من المغنيين الكنديين لموهبتها، فقد لاحظ يوما أحد المغنيين الفلكلوريين لافين وهي تغني في مسرح عام، فدعاها للغناء معه في بعض أغانيه من الألبوم الذي كان سيقوم بإصداره.
كذلك، عندما بلغت الثالثة عشر من العمر، فازت في مسابقة غنائية، مما مكنها من مشاركة المغنية الكندية شنايا تواين في إحياء حفلها الغنائي في تورونتو، وذلك عبر غنائهما معاً لإحدى أغاني تواين «ما الذي جعلك تقول هذا» (بالإنجليزية: What Made You Say That)‏.

## مسيرتها الفنية
اكتُشفت لافين من قبل أول مدير أعمال لها «كليف فابري»، عندما كانت تقوم بغناء أغان ريفية في مكتبة «تشابترز» في كينغستون بأنتاريو. عند بلوغها الخامسة عشرة، استرعت موهبتها انتباه «إل إيه ريد»، وهو رئيس شركة أريستا، فأنشأت لها شركته فوراً أول عقد غنائي لها حيث تعاونت معها على إصدار أول ألبوم خاص بها بعنوان «لت غو» في العام التالي. وعندما ضمنت الحصول على العقد تخلت عن الدراسة في الصف الحادي عشر، وكانت على حد قولها لا تفقه شيئاً من حيث إصدار الألبومات والأغان في تلك الفترة.
انتقلت لافين على إثر ذلك إلى مدينة نيويورك بالولايات المتحدة، حيث اجتمعت مع مجموعة من أفضل المؤلفين والمنتجين الموسيقيين، لكن أملها خاب في جودة العمل، فاضطرت للانتقال إلى مدينة لوس أنجلوس، حيث تمكنت من الاتصال بالمؤلف الموسيقي كليف ماغنيس وفريق المايتريكس (فريق مكون من مجموعة من المؤلفين)، وشاركت في كتابة أغانيها معهم. وبحلول عامها السابع عشر أطلقت أول ألبوم لها بعنوان «لت غو».

### نجاحها في الأوساط الموسيقية ونضوجها
حقق ألبوم لافين الأول نجاحاً فورياً في عدد كبير من الدول، مما أدى إلى جعلها أحد أفضل المغنيين الجدد وأنجحهم في ذلك الوقت، حيث بدأت الكثير من المغنيات الشابات باقتباس أسلوبها المتمرد في أغانيهن، وأطلقت صرعة جديدة في الأزياء، والأهم من ذلك، إنها تلقت عدة ترشيحات وجوائز وشهادات عالمية.
ونظراً لذلك النجاح، بدأت لافين بالعمل لإعداد ألبوم ثان، وقد استعانت بمساعدة شانتال كريفيازوك في كتابة جزء كبير من الأغاني، وأقامت معها في شقتها لمدة سبعة أشهر من أجل إنجاز الألبوم. كما حظيت لافين بثلاثة منتجين ذوو شهرة في عالم الموسيقى، وهم: «بوتش واكر» الذي كان عضواً في عدة فرق موسيقية، «دون غيلمور»، وزوج كريفيازوك المغني «راين مايدا» من فرقة «أور لايدي بيس». تبين أن هذا الألبوم قد سلط الضوء على جانب أكثر نضجاً وحكمة من آفريل، الأمر الذي حصد الثناء من النقاد والمعجبين.
إلى جانب ذلك، قامت لافين بمساعدة المغني «ماثيو جيرارد» من فرقة الروك «ماي كاميكال رومانس» بتأليف أغنية «بريك أواي» المخصصة لفيلم «مذكرات أميرة 2: الخطوبة الملكية» (بالإنجليزية: Princess Diaries 2:Royal Engagement)‏ والتي قامت بأدائها المغنية «كيلي كلاركسون». تمت إضافة هذه الأغنية إلى ألبوم كلاركسون الثاني، وحقق نجاحاً كبيراً بوصوله إلى العشرة الأوائل في القوائم الأمريكية.
في هذه الفترة بدأت لافين بالظهور كشابة أكثر نضوجاً ورقياً، كما سعت وراء مهنة في التمثيل وحصلت على عقد مع وكالة «فورد مودلز» لعرض الأزياء. بدا واضحاً بعد ذلك أن لافين قد اكتسبت شهرة كبيرة، مما خولها لأن تكون من أكثر الفنانين البارزين في العالم، فتربعت في الموقع السابع كأكثر الكنديين نفوذاً في هوليوود، بحسب «مجلة الأعمال الكندية» في عام 2006.
على إثر تجاوزها لعامها العشرين، شرعت لافين في العمل على ألبومها الثالث «ذا بست دامن ثينغ»، حيث أبرزت صورة مختلفة عن نفسها، وقد حقق هذا الألبوم نجاحاً عالمياً كبيراً، مما أكد على شعبية لافين الضخمة. إلا أن هذا النجاح رافقه الجدل من عدة نواح، أهمها تلك المتعلقة بتناسب سلوكها ونوعية موسيقاها في ألبومها الثالث والنضوج الذي تدعيه، بالإضافة إلى بعض المشاكل القانونية المتعلقة بحقوق الملكية الأدبية والتقليد في بعض أغانيها.

### 2000–03: لت غو

غلاف لت غو.

أصدر هذا الألبوم في 4 يوليو 2002 في الولايات المتحدة، وكان أول ألبوم لها، وقد وصل إلى المرتبة الأولى في كندا، بريطانيا وأستراليا، وحل في المرتبة الثانية في الولايات المتحدة، مما جعلها أصغر مغنية ذات ألبوم في المرتبة الأولى في بريطانيا في ذلك الوقت، وقد شمل الأغاني التالية:
- لوسينغ غريب - قبضتي تنزلق
- كومبليكيتد - معقدة
- سكيتر بوي - الفتى المتزلج
- آيم ويذ يو - أنا معك
- موبايل - متجول
- أنوانتد - غير مرغوبة
- تومورو - غدا
- أنيثينغ بت أورديناري - أي شيء إلا طبيعية
- ثينغز ألنفر ساي - أشياء لن أقولها أبدا
- ماي ورلد - عالمي
- نو بوديز فول - لست مهزلة أحد
- تو ماتش تو آسك فور - أكثر مما ينبغي طلبه
- نايكد - عارية

حاز هذا الألبوم على البلاتينوم ست مرات في الولايات المتحدة، سبع مرات في أستراليا، أربع مرات في نيوزيلندا، ومرة واحد في اليابان. أما بالنسبة للأغاني، فقد حلت «كومبليكايتد» في المرتبة الأولى في مراتب «ضربات الراديو المعاصرة» (بالإنجليزية: Contemporary Hit Radio)‏، واستأثرت بهذا الموقع لمدة أحد عشر أسبوعا، كما بلغت الرقم واحد في العديد من البلدان حول العالم. وتعتبر هذه الأغنية ثاني أكثر أغانيها نجاحا في «لوحة أكثر الأغاني المئة إثارة» (بالإنجليزية: Billboard Hot 100)‏ حيث حلت في المرتبة الثانية. حققت أغاني «أم وذ يو»، «سكايتر بوي»، و«لوزينغ غريب» نجاحا ساحقا، حيث وصلت الأولى والثانية إلى المراتب الأولى في عدة بلدان، وبقيت ضمن العشرة الأوائل، أما الثالثة، فبالرغم من قلة شعبيتها عن الباقي نظرا لاندراجها ضمن الروك الثقيل، إلا أنها كانت ضمن العشر الأوائل في بعض البلدان.
وُجّهت بعض الانتقادات للألبوم، نظرا لكون كلمات الأغاني غير «محترفة» تماما، لكن تم الرد عليها بأن لافين كانت لا تزال في بداية مسيرتها الفنية. وفر هذا الألبوم للافين شهرة كبيرة واهتماما من قبل عالم الموسيقى نظرا لحوزها على عدد كبير من الجوائز والترشيحات، بما فيها 8 ترشيحات لجائزة الغرامي. تجاوز حجم المبيعات المليون في حوالي 11 شهرا، مما أكسب الألبوم جائزة داياموند.

### 2004–05: أندر ماي سكين

غلاف أندر ماي سكين.

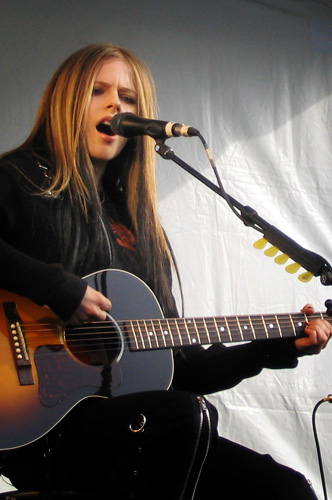
آفريل لافين تحيي حفلا في فانكوفر، كندا بتاريخ 6 أبريل 2004.

وهو ثاني ألبوم لها، وهو بحسب ما ذكرته بمثابة يومياتها، تتحدث خلالها عن مشاعرها والتجارب التي مرت بها. صدر في الولايات المتحدة في 25 مايو 2004، وبلغ المرتبة الأولى في العديد من البلدان، من بينها الولايات المتحدة، أستراليا، والمملكة المتحدة، إسبانيا، إيرلندا، تايلاند، كوريا وغيرها من البلدان، مما أدى إلى بيع أكثر من 300000 نسخة من هذا الألبوم خلال أسبوع واحد فقط من يوم إصداره.
شاركت لافين في كتابة العديد من الأغاني في هذا الألبوم، برفقة بين مودي، إيفان توبنفيلد، بوتش واكر وشانتال كريفيازوك. شمل الألبوم الأغاني التالية:
- تايك مي أواي - خذني بعيدا
- توغاثر - معا
- دونت تل مي - لا تقل لي
- هي وازنت - لم يكن - يجدر الإشارة بأن هذه الأغنية لم تطلق في الولايات المتحدة، واستبدلت بفول تو بيسس
- هو دوز إت فيل - كيف تجد هذا الشعور
- ماي هابّي إندينغ - نهايتي السعيدة
- نوبوديز هوم - لا أحد في المنزل
- فورغوتن - منسية
- هو نوز؟ - من يعلم
- فول تو بيسس - يتحطم
- فريك أوت - يهاب
- سلبت أواي - انزلقت
- أي أولوايز غت وات أي وأنت - دائمًا ما أحصل على ما أريده

حققت أغنية «ماي هابّي إندينغ» ثالث أقوى نجاح لها في الولايات المتحدة، كما وصلت أغنيتي «دونت تل مي» و«نوبوديز هوم» إلى المرتبة الأولى في عدد من البلدان بما فيها الأرجنتين والمكسيك. لم تطلق أغنية «هي وازنت» في الولايات المتحدة، ولاقت نقدا لاذعا بسبب كلمات الأغنية التي لم ترق إلى مستوى الموسيقى الرائع ذي نمط الروك.
حاز الألبوم على البلاتينوم 5 مرات في كندا، 3 مرات في الولايات المتحدة، ومرة في مجموعة من الدول مثل المملكة المتحدة وفرنسا. كما حاز على الغولد في نيوزيلندا والمليون في اليابان. إلى جانب ذلك، فقد مثلت لافين بلدها في الألعاب الأولمبية الشتوية لعام 2006 بأغنية «هو نوز؟». كما اكتسحت عددا من الجوائز بما فيها 3 جوائز جونو.

### 2006–08: ذا بست دامن ثينغ

غلاف ذا بست دامن ثينغ.

هذا الألبوم هو ثالث ألبوم لآفريل لافين. تصدّر القوائم في المرتبة الأولى في الولايات المتحدة عندما صدر في 17 أبريل 2007، وأصبحت أغنية «غيرلفريند» الوحيدة التي وصلت إلى الرقم واحد في لوحة أكثر الأغاني المئة إثارة، بعد أن كانت أغنيتها من ألبومها الأول «كومبليكيتد» في المرتبة الثانية، وهي تصرّ على أن هذا أفضل ألبوم لها حتى الآن. يُعتبر هذا الألبوم ثاني ألبوم لها يحوز على المرتبة الأولى في لوحة أكثر الأغاني المئتين إثارة بعد «أندر ماي سكين» في الولايات المتحدة، إلا أنه بيع منه عددا أقل من النسخ خلال أسبوع واحد، مما جعل «أندر ماي سكين» أكثر نجاحا منه من هذه الناحية. تم بيع حوالي 19000 نسخة من هذا الألبوم خلال الساعات الأولى فقط من إصداره في المملكة المتحدة، الأمر الذي جعل نسبة المبيعات خلال خلال الأسبوع الأول فقط تصل إلى 60000 نسخة. إلا أن هذا الألبوم، بالرغم من النجاح الباهر الذي حققه، إلا أنه قد واجه مشاكل عدة، بل وحتى انتقادات لاذعة.

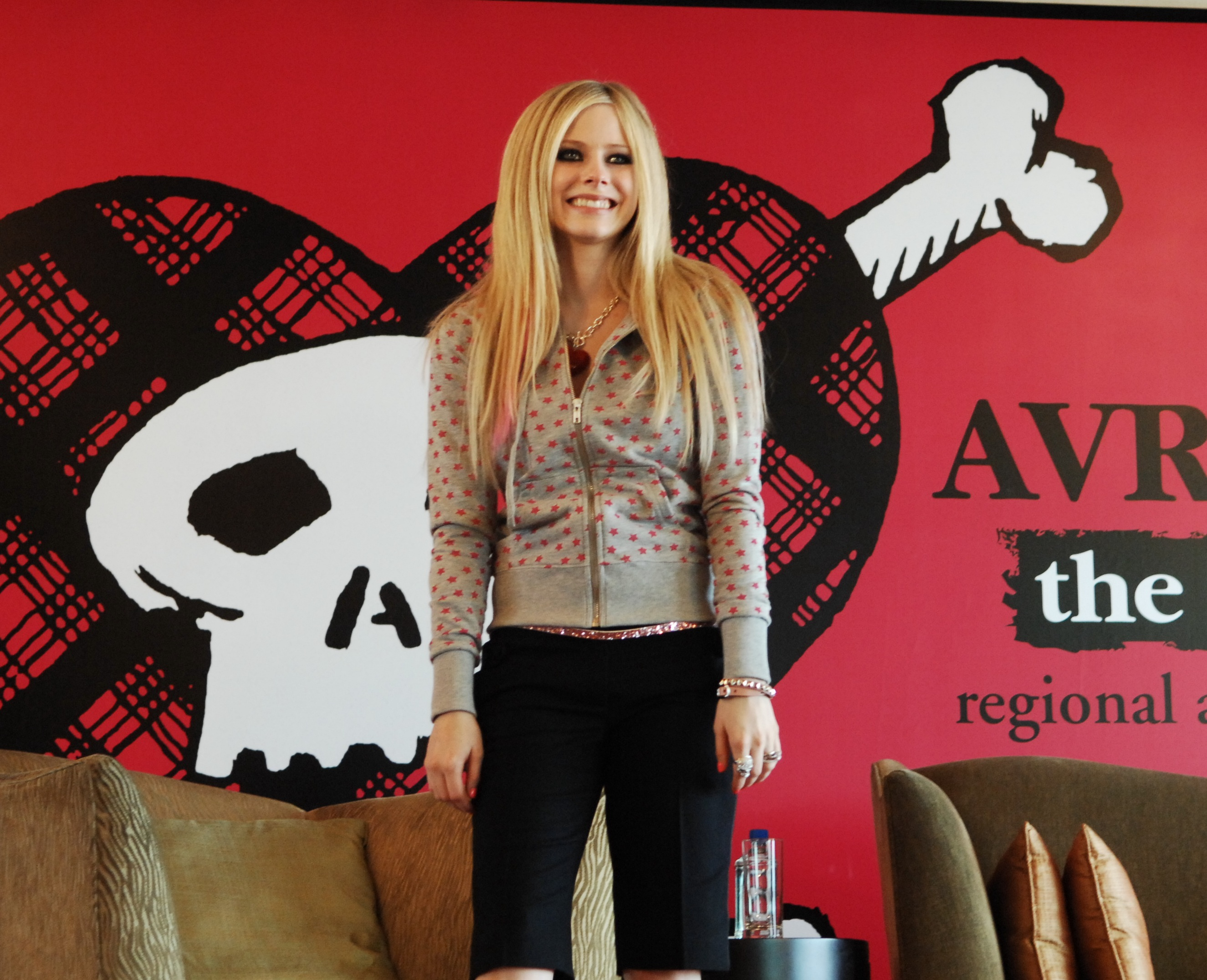
لافين تروج ألبومها الجديد "ذا بست دامن ثينغ" في هونغ كونغ.

فقد واجه كل من شريك لافين في الكتابة لوكاز غوتوالد والشركة المنتجة بدعوى أن كلمات أغنية «غيرلفريند» قريبة جدا من كلمات أغنية «أرغب أن أكون صديقك» (بالإنجليزية: I Wanna Be Your Boyfriend)‏ لفرقة «روبينوز»، إلا أن لافين قد صرحت بأنها لم تسمع بهذه الأغنية أو الفرقة أصلا من قبل، وكذلك أغنية «ليس عليّ أن أحاول» (بالإنجليزية: I Don't Have To Try)‏ القريبة من أغنية «أنا من هذا النوع» (بالإنجليزية: I'm The Kinda)‏ الخاصة بفرقة «بيتشز»، والتي تعتبر إحدى فرق لافين المفضلة. كما قامت شانتال كريفيازوك بالاعتراف لمجلة «مؤلف الأغاني المؤدي» بأن لافين ليست كاتبة أغان على حد قولها: «أقصد، آفريل، مؤلفة أغاني؟ في الواقع، هي لا تجلس في مكان ما وتشرع في الكتابة أو أي شيء من هذا القبيل. كذلك، فإنها تتخطى حدود الأخلاقيات ولا يوجد من يقول لها شيئا. ولهذا السبب لن أعمل معها مجددا. أرسلت لها منذ سنتين أغنية بعنوان 'معدية'، وعندما ألقت نظرة على قائمة الأغاني في ألبومها، وجدت أغنية عنوانها 'معدية' – لكني لم أجد اسمي مكتوبا. ماذا يفعل المرء بشأن ذلك؟ لن أتصل بالمحامي، لكن من الخطأ أن يتم تعريض الفن إلى هذا النوع من الجدل». تصدت لافين لهذا الأمر وأوضحت بأن أغنية الألبوم مختلفة عن الأغنية التي كتبتها كريفيازوك، ولا يتشابهان إلا من ناحية التسمية. قدمت كريفيازوك اعتذارا رسميا خلال مقابلة تلفزيونية بعد ذلك. لكن لافين أوضحت من خلال موقعها الإلكتروني أنها تفكر في توجيه دعوى قضائية لكريفيازوك.
أما من ناحية الانتقاد الفني، فإن عنوان الألبوم بحد ذاته «مضلل»، حيث أن عنوان الألبوم الذي سبقه كان أفضل منه بكثير، إلا أن لافين أوضحت بأن الألبوم من المفترض أن يكون ممتعا، سريع الإيقاع، شبابيا، ورائعا، أي يشمل كل الأشياء الجميلة، ومن هذا المنطلق اتخذت له هذا العنوان. أما عن الانتقاد حول أغنية «غيرلفريند» فهو في تمثيلها لشخصية مغايرة تماما لما كانت تمثله من قبل، من ناحية كونها «بناتية دليعة». إلى جانب ذلك، وعلى الرغم من نجاح هذه الأغنية إلا أن النقاد لم ينبهروا بها، بل فضلوا أغان أخرى مثل «كونتايدجوس».
يشمل الألبوم الأغان التالية:
| - غيرلفريند - صديقة (عشيقة) - أي كان دو بتر - أستطيع فعل أفضل من هذا - راناواي - هاربة - ذا بست دامن ثينغ - أفضل شيء على الإطلاق - ون يور غون - عندما ترحل - إيفريثينغ باك بت يو - كل شيء عاد إلا أنت | - هوت - ساخن (مثير) - إنوسنس - براءة - أي دونت هاف تو تراي - ليس عليّ أن أحاول - ون أوف ذوس غيرلز - إحدى هؤلاء الفتيات - كونتايدجوس - معدية - كيب هولدنغ أون - ابق متمسكا |

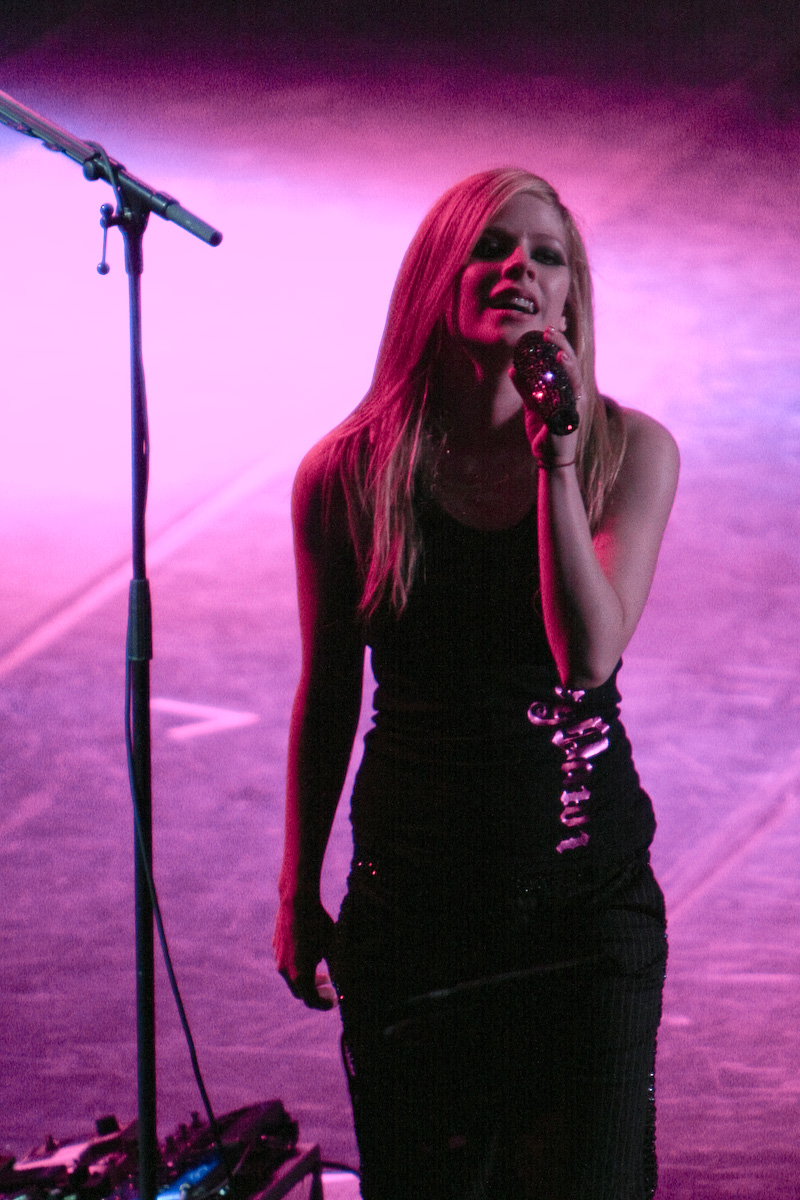
لافين تؤدي إحدى أغانيها خلال جولة ذا بست دامن ثينغ في بكين بمركز ووكهسونغ الثقافي والرياضي.

مما هو جدير بالذكر أن «كيب هولدنغ أون» قد سجلت من أجل فيلم «إراغون»، وحققت هذه الأغنية نجاحا أيضًا، مما أدى إلى تأخير إطلاق أغنية «غيرلفريند». خلال مقابلة على الراديو، ذكرت لافين بأن أغنية «ون يور غون» هي أغنيتها المنفردة الثانية، وقد حققت نجاحاً نسبياً في القوائم العالمية. أما «هوت»، وهي ثالث أغنية منفردة لها، فوصلت إلى المرتبة الخامسة والتسعين في «لوحة أكثر الأغاني المئة إثارة»، ولم تتمكن من الوصول إلى مستوى نجاح الأغنيتين السابقتين. «ذا بست دامن ثينغ» رابع أغنية منفردة،

### 2009–11:غودباي لولابي
بعد شهر من انتهاء جولة «ذا بست دامن ثينغ» شرعت لافين بتسجيل أعمالها الأخرى في الولايات المتحدة بدأً بجلجلة «بلاك ستار» التي ألّفتها أثناء إحدى جولاتها في ماليزيا، والتي ما لبثت أن طوّرتها لتصبح أغنية كاملة. وبحلول شهر يوليو من عام 2009، كانت لافين قد سجّلت 9 أغان من ألبومها الجديد تتضمن:«أفريبادي هيرتس»، و«دارلينغ»، التي كتبتها لافين عندما كانت لا تزال في الخامسة عشرة من عمرها. كان من المقرر أن يتم إطلاق ألبوم «غودباي لوليباي» في 17 نوفمبر 2009، وفي يناير 2010 أعلنت لافين أن العمل على غلاف الألبوم قد انتهى وإن الأغنية المنفردة الأولى سوف تُطلق في أبريل من نفس العام وسيلحقها الألبوم في يونيو، لكنها أعلنت تأجيل هذا الأمر في وقت لاحق بحجة أنها ترغب «بتنقيحه»، إلا أن هذا الأمر تأخر بعض الشيء لإصابتها بعدوى بكتيريّة في حلقها منعتها من الغناء لفترة قصيرة. قالت لافين في وقت لاحق أن ألبومها المنتظر سوف يُطلق في شهر مارس من سنة 2011.
اتفقت لافين مع شركة ديزني في شهر يناير من نفس العام على تصميم ملابس فيلم «آليس في بلاد العجائب» (بالإنجليزية: Alice in Wonderland)‏، ومن ثم حصلت على إذن من المنتجين لتكتب أغنية خاصة بالفيلم، فكانت أن وُلدت أغنية آليس التي ضُمت في التسجيل الصوتي للفيلم "Almost Alice". كذلك أدّت لافين عدّة أغان في حفل اختتام دورة الألعاب الأولمبية الشتوية لعام 2010 المقام في مدينة فانكوفر. أعلنت لافين في وقت لاحق أنها تشرّفت بالغناء في ذلك الحفل، لكن أفادت بأنها تشعر بالأسف كونها لم تستطع حضور مباراة الهوكي بين الولايات المتحدة وكندا، بسبب الإجراءات الأمنية المشددة، حيث فُرض على كل الفنانين البقاء في مقطوراتهم وعدم الخروج.

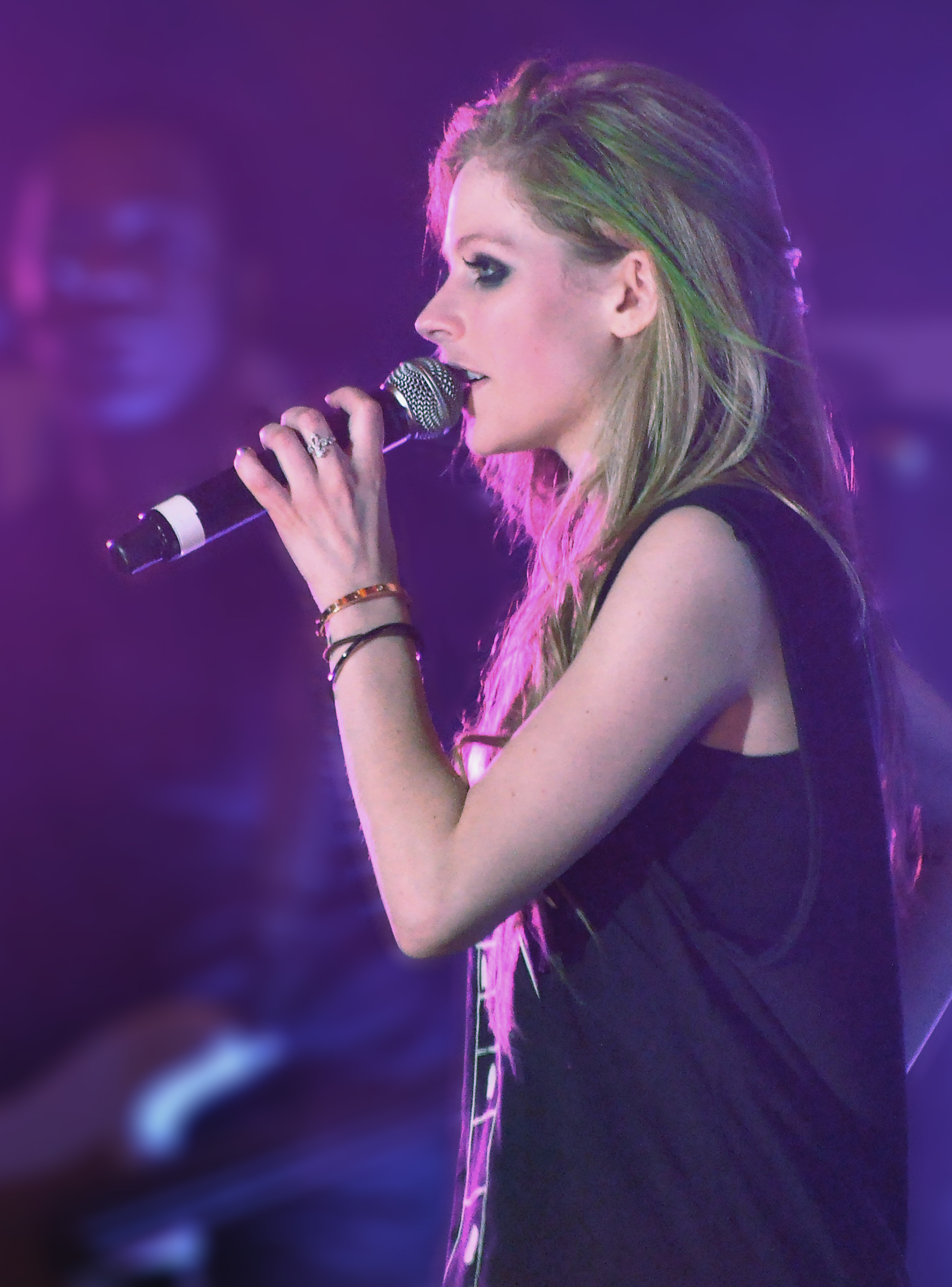
لافين تؤدي أغنية في فلوريدا عام 2011، خلال جولة بلاك ستار التي قامت بها.

ضُمنت أغنية لافين الثالثة، «أنا معك» (بالإنجليزية: I'm With You)‏، مع أغنية ريانا بصحتك (إشرب نخب هذا)، في ألبوم الاستديو الخامس خاصتها، حامل عنوان «صاخب»، وذلك في شهر سبتمبر من عام 2010. وفي شهر ديسمبر من نفس العام، أطلقت المغنية الأمريكية ميراندا كوسغروف أغنية «الرقص بجنون» (بالإنجليزية: Dancing Crazy)‏، التي قام بتأليفها كل من لافين وماكس مارتين وشيلباك. تم تأجيل إطلاق ألبوم غودباي لوليباي عدّة مرات، وقالت لافين ردًا على هذا التأخير: «أنا أكتب أغانيّ بنفسي، ولهذا السبب يتأخر إطلاقها، إذ يجب عليّ أن أعيش حياتي كي أُُلهم وأُُبدع»، كما أفادت أن بحوزتها ما يكفي من الأفكار لإنتاج أسطوانتين. ظهرت لافين في مجلة مكسيم خلال شهر نوفمبر من نفس العام، لتكشف أن غودباي لوليباي تطلّب إنهاؤه سنتين ونصف السنة، لكنها قالت أن السبب وراء تأخر إصداره هو شركة الإنتاج خاصتها، زاعمةً أن تسجيله كان قد اكتمل منذ سنة. أُُطلق هذا الألبوم في الثامن من مارس، وتمت إذاعة أول أغنية فيه حاملة عنوان «ماذا بحق الجحيم» (بالإنجليزية: What the Hell)‏ في برنامج ديك كلارك لحفل رأس السنة الصاخب، بتاريخ 31 ديسمبر.

### 2011–2014: آفريل لافين
بعد مرور ثلاثة أشهر على إطلاق ألبوم غودباي لوليباي، أعلنت لافين أنها بدأت العمل على ألبومها الخامس، وإنه يتضمن 8 أغان حتى الآن، وسيكون نقيض غودباي لوليباي من الناحية الموسيقية. وقالت لافين في هذا الإطار: «كان غودباي لوليباي شجيًا ومصقول الحاشية بعض الشيء، أما الألبوم التالي فسيتضمن المزيد من أغاني البوب، وسيكون أكثر مرحًا. بحوزتي أغنية أعرف تمام المعرفة أنها ستكون فردية، كل ما عليّ فعله هو إعادة تسجيلها!». وفي شهر يوليو من عام 2011، كشفت لافين عنوان أغنيتين من ألبومها الجديد، ألا وهما: "Fine" و"Gone"، كما أعلنت أنها تعمل مع الثنائي The Runners، منتجي الأغاني، لإنتاج ألبومها التالي. خلال شهر أبريل من عام 2012 أكَّدت لافين أنَّها أنهت العمل على ألبومها الخامس وأنها سوف تأخذ استراحة قصيرة لتنطلق بعدها في «رحلتها الفنيَّة التالية». وفي 17 أغسطس من نفس العام وضعت لافين اللمسات الأخيرة على الألبوم. أكَّدت لافين خلال شهر أكتوبر أنها ستساهم بأغنيتين في فيلم ون بيس الياباني: «كيف ذكرتني» (بالإنجليزية: How You Remind Me)‏ تأليف نيكلباك، وسُمعة سيئة (بالإنجليزية: Bad Reputation)‏ من تأليف جوان جت. بتاريخ 18 أكتوبر أكد الفرع الياباني لشركة سوني للترفيه الموسيقي أنَّ ألبوم لافين الجديد سوف يُطرح في الأسواق خلال موسم الربيع لسنة 2013.

## الأغاني المنفردة
| الألبوم          | العام     | الأغنية                                                              |
| ---------------- | --------- | -------------------------------------------------------------------- |
| لت غو            | 2002 2003 | Complicated Sk8er Boi I'm With You Losing Grip Mobile                |
| أندر ماي سكين    | 2004 2005 | Don't Tell Me My Happy Ending Nobody's Home He wasn't Fall To Pieces |
| ذا بست دامن ثينغ | 2006 2007 | Keep Holding On Girlfriend When You're Gone Hot Innocence            |
| أغنية فيلم أليس  | 2010      | Alice song                                                           |

## فيديوغرافيا
| السنة | عنوان الأغنية             | الألبوم             | المخرج           |
| ----- | ------------------------- | ------------------- | ---------------- |
| 2002  | Complicated               | Let Go              | آل مالوي - أخوان |
| 2002  | Sk8er Boi                 | Let Go              | فرانسيس لاورنس   |
| 2003  | I'm With You              | Let Go              | دايفيد لاشابيل   |
| 2003  | Losing Grip               | Let Go              | ليز فريدلاندر    |
| 2003  | Knockin' On Heaven's Door | My World            | مارك لوستراكو    |
| 2004  | Don't Tell Me             | Under My Skin       | ليز فريدلاندر    |
| 2004  | My happy Ending           | Under My Skin       | مييرت آفيس       |
| 2004  | Nobody's Home             | Under My Skin       | ديان مارتل       |
| 2005  | He Wasn't                 | Under My Skin       | آل مالوي         |
| 2007  | Girlfriend                | The Best Damn Thing | آل مالوي         |
| 2007  | When you're Gone          | The Best Damn Thing | مارك كلاسفلد     |
| 2007  | (Girlfriend(Dr.Luke Remix | The Best Damn Thing | مالكوم جونز      |
| 2007  | Hot                       | The Best Damn Thing | ماثيو رولستون    |
| 2008  | The Best Damn Thing       | The Best Damn Thing | واين إشام        |

- في هذا القسم شرح موجز للأغاني المصورة:[58]

لوسينغ غريب
وهي رابع أغنية تم إطلاقها كجزء من ألبومها الأول «لت غو»، وهي على حد قولها أغنيتها المفضلة في هذا الألبوم. تندرج تحت صنف الروك البديل وبوست غرنج، مما يكسب الأغنية ثقلا معينا من ناحية الروك، وهي أثقل من باق الأغاني في الألبوم نفسه، مما يفسر كونها أضعف أغنية من ناحية تصدر القوائم في الولايات المتحدة. إلا أن لافين قد تلقت ترشيحا لجائزة غرامي لهذه الأغنية كأفضل صوت نسائي في نوع الروك.
تتمحور الفكرة في عدم اهتمام صديقها بها واعتبارها مجرد شخص هامشي، لذلك فهي تقول أن هذه الصداقة مستحيلة وأنها لن تهتم به بالمقابل.
الأغنية المملف: تتواجد آفريل مع فرقتها على مسرح موسيقي، حيث تحتشد مجموعة من الناس لسماع الأغنية، ويسود جو أو حس حقيقي، وكأنها في حفلة موسيقية، ثم تقوم برمي نفسها على الجمهور.
كومبليكيتد
أول أغنية منفردة لها، أطلقت عام 2002 وحازت على العديد من ترشيحات الغرامي وجوائز عدة، من بينها جوائز جونو، بالإضافة إلى شهادات الغولد والبلاتينوم عدة مرات في العديد من الدول، وتعتبر من أكثر الأغان شهرة ونجاحا للعام نفسه.
إن الرسالة التي تحاول إيصالها من خلال الأغنية هي أن يكون المرء نفسه وألا يتأثر برأي من حوله فيحاول بشدة تقليدهم بشكل أعمى، حيث تبدو وكأنها تخاطب صديقا لها مشيرة إلى أنه يبدو كأخرق عندما يحاول أن يجسد شخصية أخرى مغايرة لنفسه، فهي تحبه كما هو.
الأغنية المملف: الفيديو من إخراج المالوي، وهو فيديو مضحك وطريف جدا، حيث تبدأ «القصة» بالتقاء لافين بأصدقائها (أعضاء فرقتها) الذين تبدو آثار الملل واضحة على تعابير وجوههم، فتسألهم ما إن كانوا يرغبون في الذهاب إلى المجمع التجاري ويوافقون، ومن هنا تبدأ المغامرات والمقالب الشيقة والمضحكة.
سكيتر بوي
ثاني أغنية منفردة يتم إطلاقها من ألبوم لافين الأول، والخطأ الإملائي "Sk8er" مقصود في العنوان، حيث يقصد به "Skater Boy"، أي بمعنى فتى التزحلق أو فتى الشارع، إلا أن العنوان يشير إلى الفتى العادي الذي لا يتوقع منه الناس الكثير. وصلت هذه الأغنية إلى المرتبة العاشرة في لوحة أكثر الأغاني المئة إثارة.
تتحدث الأغنية حول فتاة كسرت روابط الصداقة مع فتى لأنه كان «عديم الجدوى» في نظرها، بسبب ثيابه الرثة وشخصيته المختلفة عن شخصيتها، إلا أنه بعد خمس سنوات، اكتشفت أنه مغن مشهور ومحبوب من قبل الجميع، لكن الأوان قد فات لاسترجاع تلك الصداقة. إن الفكرة تتمركز حول قبول الأشخاص لشخصيتهم وما في داخلهم، عوضا عن شكلهم الخارجي.
يُقال أن هذه الأغنية معنية بها، حيث كان لها صديقا لم يقبل بها كما هي، بل كان يركز على المظاهر، وبعد أن تحولت إلى نجمة مشهورة لا يستطيع أن يستعيد تلك الصداقة.
الأغنية المملف: يبدأ الفيديو بمجموعة من الأشخاص يطلون الجدران بالألوان ويلصقون الملصقات بهدف جمع الأشخاص في مكان واحد لسماع الأغنية، ثم تظهر لافين مع أصدقائها، حيث يتوجهون للمنطقة التي يفترض بها الغناء فيها، ثم تصعد على سيارة وتستمر في الغناء أمام الحشود.
آيم ويذ يو
تعتبر الأغنية أكثر ليونة من ناحية اللحن، إلا أنه يندرج تحت تصنيف بوب-روك. هي ثالث أغنية منفردة لها، أطلقت في العامين 2002-2003، ولقت ترشيحتان لجائزة الغرامي، إحداها كأغنية السنة، والثانية كأفضل صوت نسائي من نوع البوب. وصلت الأغنية إلى الرقم واحد في قوائم العديد من البلدان، كما تعتبر ثالث أغنية لها تدخل ضمن العشرة الأوائل في لوحة أكثر الأغاني المئة إثارة كونها في الرقم الرابع، ووصلت للرقم واحد في اللوحة العالمية الموحدة.
تمثل هذه الأغنية صراع المرء عندما لا يد أحدا لنجدته أو دعمه عند الحاجة، وعندما يكون تائها في حياته فيحتاج لأحد، ولو كان غريبا، أن يمسك بيده ويساعده.
الأغنية المملف: الفيديو من إخراج المصور دايفيد لاشابل، حيث تظهر لافين كفناة ضائعة ووحيدة، تمشي وحدها في شارع مظلم نسبيا، وفي مقاطع أخرى تدخل لناد ليلي، وتجد نفسها وسط غرباء لا تعرفهم، مما يعبر عن العاطفة السائدة في الأغنية نفسها. تم تسجيل الأغنية بسرعة مضاعفة لتتوافق مع حركة فم لافين، حيث صورت بالحركة البطيئة.
نوكينغ أون هافنز دور
هي إحدى الأغاني الموجودة في الدي في دي الذي أطلقته لافين عام 2003 بعنوان «عالمي» (بالإنجليزية: My World)‏، وهي مقتبسة من الأغنية التي ألفها بوب ديلان لفيلم «بات غاريت والولد بيلي»، (بالإنجليزية: Pat Garrett & Billy The Kid)‏، والذي اقتُبس من قبل العديد من الفنانين. تعدّ الأغنية مجازية ذات كلمات تحمل معان متعلقة بالدمار والشدائد المنتشرة في العالم، إضافة إلى الحزن والألم اللذان يصاحبانها.
الأغنية المملف: فكرة الفيديو بسيطة إلى حد ما، حيث تظهر لافين وفرقتها في غرفة التسجيل وهم يقومون بالغناء والعزف، بينما تظهر لقطات أخرى لنواتج المآسي والشدائد التي تحدث حول العالم.
دونت تل مي
أول أغنية منفردة تم إطلاقها من ألبوم «أندر ماي سكين»، وقام كل من لافين وإيفان توبينفلد بكتابتها. حققت هذه الأغنية نجاحا نسبيا في معظم الدول، حيث وصلت إلى المرتبة العاشرة في أستراليا، والخامسة في المملكة المتحدة، لكنها لم تتمكن من الوصول إلى المراتب العشرة الأولى في الولايات المتحدة، فاستقرت في المرتبة الثانية والعشرين. لكن النجاح الساحق تم تحقيقه في البرازيل والأرجنتين، حيث وصلت إلى المرتبة الأولى في كلا الدولتين.
تتحدث لافين في هذه الأغنية عن قصتها مع شاب حاول أن يسخر من شخصيتها، وأن يجعلها كما يحب هو، كما تبين من خلال هذه الأغنية أنها لن تسمح له بسلب كرامتها وعفتها كالفتيات اللاتي يستسلمن بسهولة لإغراءاته. أثنى النقاد على واقع الأغنية وكيفية تعامل لافين مع هذه القضية الحساسة.
الأغنية المملف: يبدأ الفيديو بلافين وهي جالسة في شقتها مع صديقها وعلامات الحزن بادية على وجهها، ثم يخرج الشاب من الشقة فيتفجر الغضب الكامن في لافين وتبدأ بملاحقته أينما ذهب كوسيلة لإزعاجه ولإخباره بردها على تصرفاته.
ماي هابّي أندينغ
هي ثاني أغنية تم إطلاقها لعام 2004 من الألبوم الثاني، وتعتبر من أكثر أغان ذلك العام نجاحا، حيث اعتبرت ثالث أكبر نجاح لها في الولايات المتحدة. إلى جانب ذلك، كانت ثاني أغنية منفردة تتلقى البلاتينوم بعد «كومبليكيتد».
تتحدث لافين خلال هذه الأغنية عن علاقتها مع صديقها التي ظنت بأنها سوف تدوم، لكنها انتهت بنهاية مخيبة للأمل، ولهذا تقول "So much for my Happy Ending" في عدة مقاطع من الأغنية.
الأغنية المملف: تجلس لافين في دار سينما وتشاهد مقاطع من الأوقات الممتعة التي قضتها مع صديقها، ثم تبدو في بعض مقاطع الفيديو وكأنها تركض في الشارع للوصول إلى غاية ما، وما هذه الغاية سوى للقاء فرقتها والعزف معهم أمام هذا الصديق لتحاول جعله يفهم ما تعانيه، إلا أنه لا يبالي بها أو بمشكلتها تماما.
نوبوديز هوم
ثالث أغنية منفردة من ألبومها الثاني «أندر ماي سكين»، وهي من نوع البوب روك، ذو إيقاع بطيء نسبيا في مقابل الأغاني الأخرى في هذا الألبوم، وقد كتبتها لافين مع بين مودي، عضو فرقة إيفانسينس السابق. لم تتمكن هذه الأغنية من تصدر القوائم في معظم الدول، إلا أنها تمكنت من البقاء في هذه القوائم لإسبوعين على الأقل، بينما حققت نجاحا ساحقا في الأرجنتين والمكسيك، حيث بلغت المرتبة الأولى في تلك البلدان.
إن المعنى الذي تحمله الأغنية هو باختصار نفسية فتاة هربت من بيتها بسبب تعرضها لمشاكل عدة، ورغبتها في العودة للبيت، إلا أن لا أحد موجود فيه، وقد يكون معناه كثرة المشاكل أو عدم اهتمام أحد بها وقلة الدعم، أو حتى عدم رغبة أهلها فيها. وقد ذكرت لافين بأنها قد كتبت هذه الأغنية لزميل قديم لها، كانت تعرفه بالمدرسة، أصابه مرض ما.
الأغنية المملف: تحمل هذه الأغنية مشاعر أليمة وحزنا عميقا، وقد تمكنت لافين من خلال الفيديو أن تجسد معاناة الفتاة الهاربة، حيث تقمصت لافين دورها في عدة مقاطع، فتارة تنام في الطريق، وتارة تطرد من المحلات التجارية التي تدخلها لاستخدام الحمامات العمومية، لكنها أيضا في مقاطع أخرى تحكي قصة الفتاة وسط أوركسترا في غرفة مظلمة، حيث يسود جو قديم وتقليدي. تمكنت لافين من تجربة قدرتها على التمثيل عند تجسيدها لشخصية الفتاة الهاربة، وقد تمكنت من إعطاء النتيجة المطلوبة.
هي وازنت
هي رابع أغنية منفردة من الألبوم الثاني، تصنف غالبا تحت نوع الروك، نظرا للنغم والإيقاع المتسارع والحاد نوعا، إلا أن الكلمات المستخدمة كانت طفولية إلى حد ما. لم تطلق هذه الأغنية في الولايات المتحدة واستبدلت بـ «فول تو بيسس». لم تحقق الأغنية نجاحا كبيرا في عدة دول، وتعتبر أقل أغانيها نجاحا في كندا (أعلى مرتبة وصلت لها هي 92)، أيرلندا (وصلت إلى الرقم 35)، ونيوزيلندا (وصلت إلى الرقم 38) حتى الآن، لكن، تمكنت من تحقيق النجاح في اليابان حيث وصلت للمرتبة العاشرة، وتصدرت المرتبة الأولى في البرازيل.
معنى الأغنية غاية في الوضوح، حيث تتحدث لافين عن علاقتها مع شاب، وكيف لم يكن مناسبا لها، وهي بذلك تقصد أنه لم يكن يجعلها تشعر بالتميز، ولم «يرق إلى مستواها»، فبذلك لم يكن الرجل الذي كانت تبحث عنه.
الأغنية المملف: تقوم لافين بالعزف على الغيتار الكهربائي مع فرقتها في غرفة بيضاء، وتوجد بعض المقاطع حيث تلبس بعض الأزياء المضحكة. ينتهي الفيديو بخروج سائل وردي اللون من الجدران بعد أن تقوم لافين مع فرقتها بتحطيمه بآلاتهم.
غيرلفريند
أول أغنية منفردة تم إطلاقها من ثالث ألبوم للافين «ذا بست دامن ثينغ»، والتي تعرضت للعديد من الانتقادات والدعوات القضائية، وسبب جدلا كبيرا بسبب الصورة الجديدة التي قدمتها لافين عن نفسها. إلا أن هذا لم يؤثر كثيرًا على مدى نجاح الأغنية، حيث استخدمت كشارة لبعض البرامج واستعراضات الأفلام مثل فيلم «براتز». كما تصدرت القوائم العالمية، بوصولها للمرتبة الأولى في مجموعة كبيرة من البلدان، منها أستراليا، الولايات المتحدة، كندا، إيطاليا، أيرلندا، نيوزيلندا وسنغافورة. كذلك احتلت المرتبة الثانية في المملكة المتحدة، فرنسا، البرازيل، المكسيك، والأرجنتين.
سجلت الأغنية في عدة لغات، مثل الفرنسية، الصينية واليابانية.
محور الأغنية يدور حول شعور لافين بالانجذاب نحو شاب، إلا أنه لديه رفيقة أصلا، فتحاول لافين إقناعه بأن صديقته مجرد لا شيء وبأنها أفضل بكثير منها.
الأغنية المملف: تنتحل لافين شخصيتا الفتاتين (الرفيقة التي تبدو كفتاة لطيفة ذات نظارات وشعر أحمر اللون والفتاة الشقية ذات الشعر والملابس السوداء التي تحاول إبعادها)، فتبدأ الفتاة الشقية بعمل المقالب للاستحواذ بالشاب. هناك أيضا مقاطع أخرى حيث تقوم لافين بالرقص. نظرا لشعبية الأغنية الكبيرة، تم عمل نسخة ثانية من الأغنية أو «ريمكس» تحت عنوان «غيرلفريند، ريمكس الدكتور لوك»، تحمل طابعا مختلفا نوعا ما، حيث تشارك المغنية «ليل مما» في الغناء على أسلوب الراب في بعض المقاطع.
كسابقتها يشمل فيديو النسخة الثانية بعضاً من حركات الرقص، إلى جانب لافين تقوم بطلي الجدران.
مما هو جدير بالذكر أن هذه أول مرة تقوم فيها لافين بالرقص في أغنية مصورة، وقد وصفت لافين نوعية الرقص بكونه مختلفا عن الرقص المغري المنتشر بين المغنيات الأخرى ات، بل يتخلله الكثير من الركلات والحركات الهجومية.
ون يور غون
ثاني أغنية منفردة من ثالث ألبوم، اعتبره كثير من النقاد محور الانطلاق في هذا الألبوم عوضا عن «غيرلفريند»، لكونها أغنية قوية تفيض بالمشاعر، وذات انطلاقة تبدأ بعزف نغمات من البيانو. احتلت المراتب العليا في بعض البلدان، كالمرتبة الأولى في هونغ كونغ، والثانية في الفلبين وتايوان، والثالثة في المملكة المتحدة. إلا أنها لم تتعد المرتبة الثانية والخمسين في الولايات المتحدة. كما واجهت لافين بعض العقبات من ناحية جودة الصوت، حيث أنها لم تتمكن من التحكم تماما في حدة صوتها.
تتحدث الأغنية بحسب أقوال لافين حول افتقاد شخص ما عند رحيله، ولم تشأ لافين أن تعتبر كأغنية حب، بل أغنية عاطفة «تخرج» الأحاسيس.
الأغنية المملف: قامت لافين بوضع فكرة معينة للفيديو، حيث أرادت أن يشمل زوجة جندي حامل، رحل زوجها للقتال في أرض المعركة، رجل عجوز رحلت زوجته عن الدنيا، ومراهقين غير مسموح لهما بالتواجد معا، أي بمعنى آخر ثلاثة فئات عمرية تعاني المشكلة ذاتها.
هوت
هي ثالث أغنية منفردة من الألبوم الثالث، وقد شاركها في الكتابة عازف الغيتار السابق بفرقتها «إيفان توبنفلد»، وهي من إنتاج «لوكاز غوتوالد». لمحت لافين في عدة مقابلات، أبرزها تلك في حفلة «ماتش ميوزك أواردز»، بأنها كانت تنوي تصوير فيديو خاص بالأغنية. أطلقت هذه الأغنية في أوقات مختلفة حول العالم، إلا أن موعد الإطلاق الرسمي والعالمي كان في 12 أكتوبر 2007.
تعرضت هذه الأغنية للكثير من الانتقادات، بخصوص كلماتها أولاً، حيث اعتقد الكثير من النقاد بأنها لم ترق إلى المستوى المطلوب لمؤلف أغان محترف، وقد قدمت فكرة الأغنية واستخدام كلمات بسيطة أو «ركيكة» دلالات نمت عن عدم نضوج لافين المرجو.
إلى جانب ما سبق، فقد انتقدت لافين لتصرفاتها والملابس التي ارتدتها خلال الفيديو، والمماثل للمغنيات الأخريات التي انتقدتهن بنفسها سابقاً. وبالرغم من أن بعض المعجبين قد اعتبروه تقدماً في أسلوبها الموسيقي، إلا أن هذا الأمر قد جعل مصداقية لافين موضع شك.
الأغنية المملف: تظهر لافين في الفيديو كفتاة استعراض أو فنانة موسيقية، حيث تخرج في البداية من سيارة ليموزين، مرتدية فستاناً أسود اللون، حيث تلقى استقبالاً ضخماً من معجبيها والمصورين. على إثر ذلك، تدخل لافين إلى غرفة التحضير، وتظهر في رداء أخضر قصير مشابه لرداء الراقصات خلفها، ثم تخرج إلى مسرح أمام مجموعة من المتفرجين، وتبدأ في الغناء أمامهم والرقص فيما بعد. إلى جانب ذلك، صورت بعض اللقطات الإضافية، فتظهر في بعض اللقطات بملابس سوداء اللون وقبعة غريبة الشكل، وفي أوقات أخرى تظهر بملابس عادية. صور الفيديو في ولاية نيوجيرسي بالولايات المتحدة. سجلت الأغنية أيضاً باللغة اليابانية والماندرين كرنات للهاتف الجوال، بحيث استبدلت بعض المقاطع بكلمات من اليابانية ولغة الماندرين الصينية.

## الجولات والحفلات الموسيقية

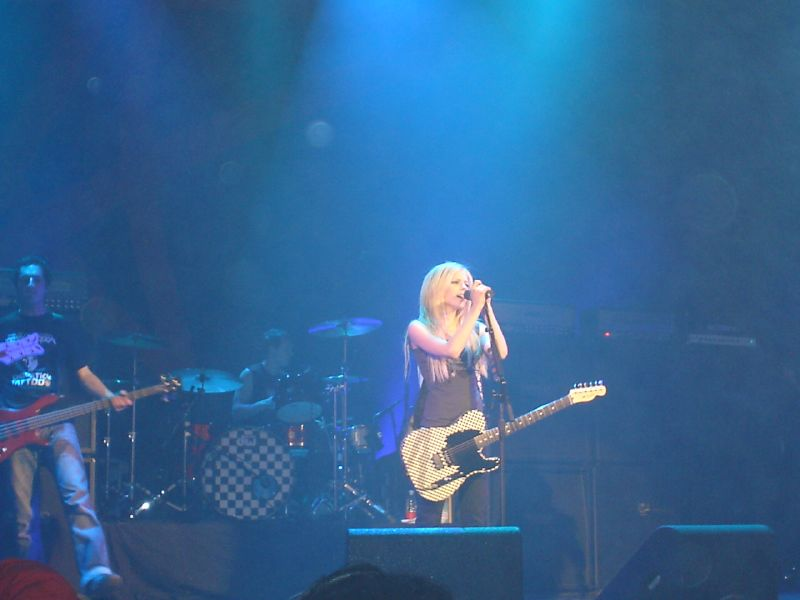
آفريل لافين تحيي حفلاً غنائياً في اسكتلندا عام 2005م خلال جولة "Bonez".

| العام     | العنوان                   | الفورمات الذي صدر فيه |
| --------- | ------------------------- | --------------------- |
| 2002      | جولة دعائية لعام 2002     |                       |
| 2003      | جولة "Try To Shut Me Up"  | DVD,CD                |
| 2004      | جولة المجمع "Mall Tour"   |                       |
| 2004      | جولة دعائية لعام 2004     |                       |
| 2004 2005 | جولة "Bonez"              | DVD                   |
| 2007      | جولة دعائية لعام 2007     |                       |
| 2008      | جولة "The Best Damn Tour" |                       |
| 2011      | جولة "Black Star Tour"    |                       |

### أدائها أثناء الحفلات
تتميز الحفلات التي تقدمها لافين بالنشاط والحيوية، حيث أنها تأبى أن تغني أغاني مسجلة مسبقا، بل تفضل تقديم عرضا حيا وحقيقيا أمام الحشود، مما يعزز النوع الموسيقي الذي تقدمه. إلا أن الأداء الحركي ليس مميزا أو مبدعا في الكثير من الأحيان، وقد لا يرقى إلى نفس قوة أغنياتها بسبب تغيير اللحن أو الإيقاع في بعض النواحي، أو حتى بسبب تقديم العرض بشكل مباشر. لكن، بغض النظر عن ذلك، فإن من أهم النقاط التي ينبغي مراعاتها أثناء تقديم الحفل هو التواصل مع الحشد والاتصال بنوعية الأغاني الموجودة في الألبوم، بحيث يكون الجو السائد ملائما له، وهي متمكنة من هذه الناحية.

## الحياة الخاصة

### زواجها

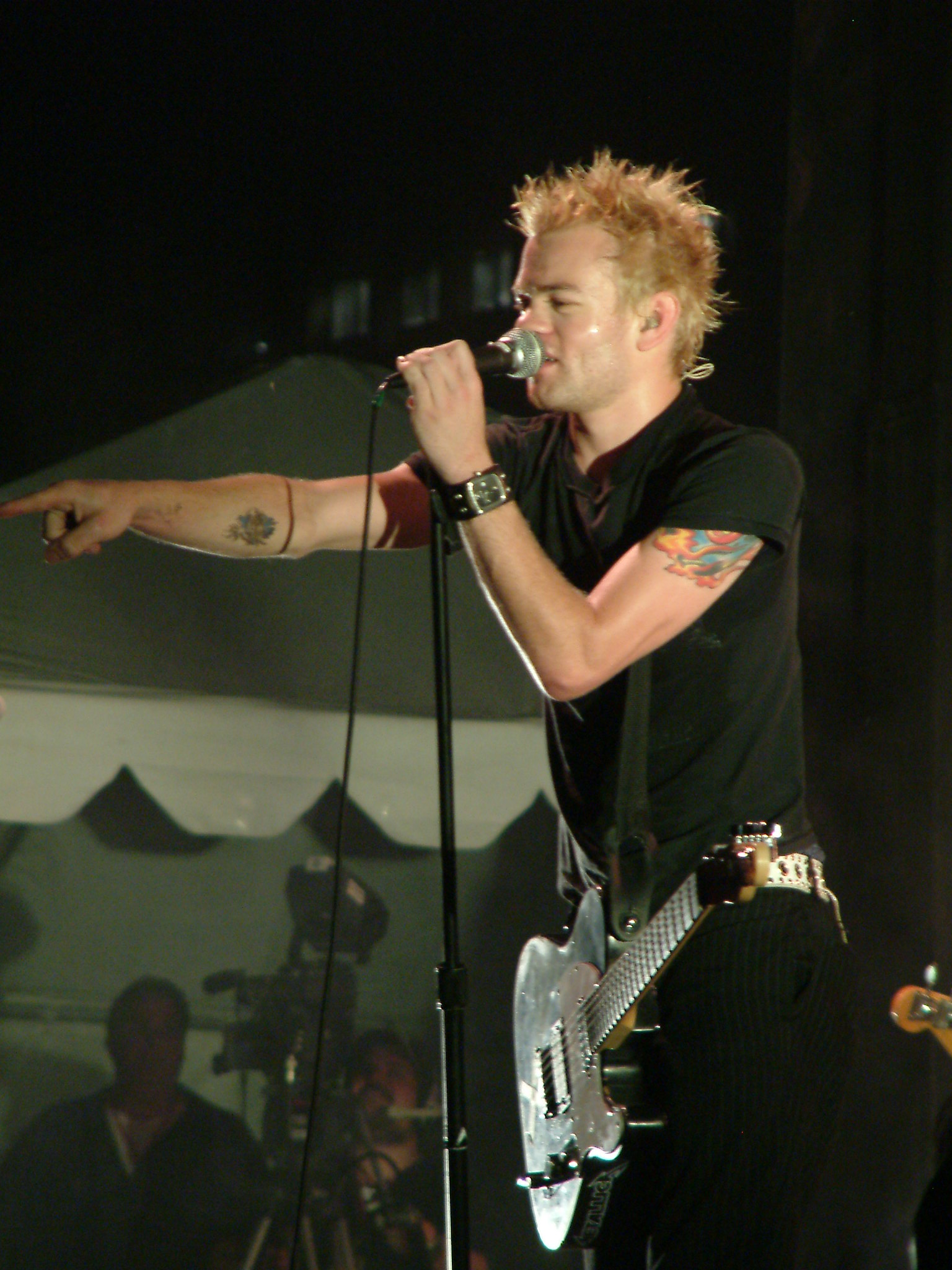
زوج لافين السابق، ديريك ويبلي.

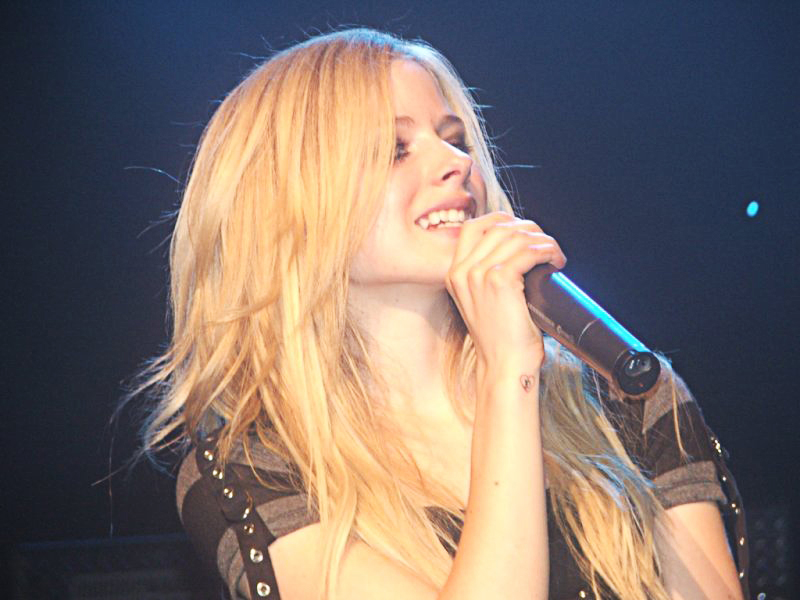
لافين تقدم حفلاً موسيقياً في جنيف في عام 2005، ويظهر وشم القلب على معصمها الأيمن.

بدأت لافين بمواعدة مغني الروك الكندي ديريك ويبلي من فرقة «صم 41» في عام 2004، وفي نهاية تلك السنة قامت لافين برسم وشم قلب بداخله حرف "D" والذي يُفترض أن يُشير إلى اسم ديريك.
أعلنت خطوبة لافين وويبلي بعد عام تقريبا في 27 يوليو 2005، حيث تقدم بطلب يدها في نهاية جولة «بونز» التي كانت تقدمها لافين، وذلك خلال نزهة في البندقية.
عقد الثنائي قرانهما بمراسيم زواج كاثوليكي في حضور 110 شخص في منطقة خاصة في مونتيسيتو بولاية كاليفورنيا في 15 يوليو 2006، وجرت رقصتهما الأولى على أنغام أغنية «آيريس» لفرقة «ذا غو غو دولز».
عندما سُئلت لافين عن سبب ارتدائها لفستان زفاف أبيض من تصميم فيرا وانغ، على غير صورتها المتمردة، أجابت بأنها قد احتارت من هذه الناحية وأرادت فعلاً زواجاً يتوافق مع تلك الصورة، لكن بحسب ما ذكرته: «لم أرد أن أنظر إلى صور حفل الزواج بعد مرور 20 عاماً وأسأل نفسي لم اخترت تسريحة الشعر تلك؟». كذلك تصف لافين نفسها بأنها «أفضل ما حدث لزوجها»، وبأن علاقتهما قوية إلى حد كبير. إلى جانب ذلك فهي غير نادمة على زواجها في هذا العمر لكونها ناضجة، بالرغم من أنها لم تتوقع أن تتزوج في هذا العمر. كما صرحت بأنها ليست مستعدة حالياً لإنجاب الأطفال لكنها تتمنى ذلك في المستقبل. وفي 17 سبتمبر 2009، أعلن أن لافين وويبلي قد انفصلا، وأن الطلاق على وشك أن يقع، وبتاريخ 9 أكتوبر 2009، تقدمت لافين بطلب الطلاق، لكن لم يؤكد وقوعه فعلاً، من الناحية القانونية، إلا حتى تاريخ 16 نوفمبر 2010.

### صورتها العامة وأسلوبها

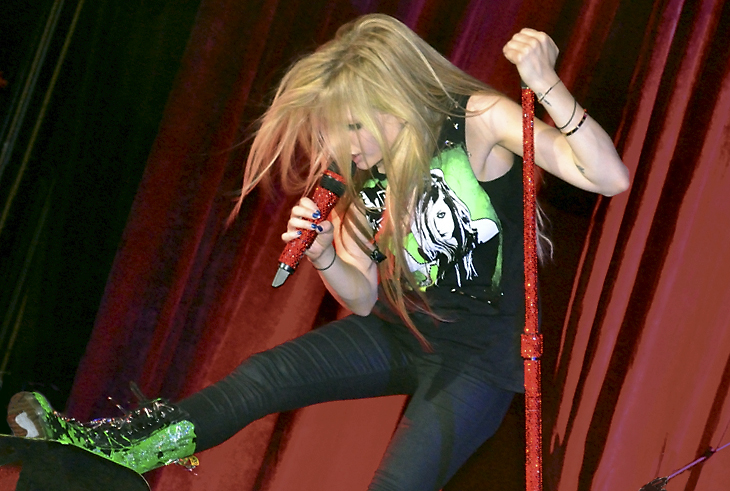
الملابس الرياضية للافين من مجموعة "آبي دون".

مرت لافين، بعد اجتيازها لمرحلة المراهقة، بعدة تغييرات من ناحية أسلوبها ولباسها وحتى تصرفاتها، كما كانت في القليل من الأحيان محور بعض أنواع الجدل للصورة التي تقدمها حول نفسها.
 (2002) - (2003) 
تميزت لافين بمظهرها الصبياني والمتمرد نوعا ما، بملابسها الواسعة وربطات العنق التي كانت ترتديها وبشعرها الطويل والمستقيم. فكانت تظهر في حفلات توزيع الجوائز والمناسبات العامة ذات الأهمية الكبيرة بمظهرها العادي، كما حدث في حفلة توزيع جوائز «إم تي في»، أو بشكل غريب، كما حدث في حفلة توزيع جوائز الغارمي، حيث أبت أن تلبس فستانا ولبست قبعة عالية وملابس رسمية خاصة بالرجال، مع وجود عبارة "Rock On" داخل المعطف - وقد تم لصقها بواسطة شريط لاصق.
حازت لافين على شهرة كبيرة بفعل هذه الصورة التي كانت غير معتادة في الأوساط الموسيقية، وخاصة بالنسبة للنساء، كما كونت صرعة بموضتها الغريبة.
إن الجدل الذي قام حول مظهرها كان من ناحية إمكانية ربط لباسها بنوع موسيقاها، حيث وصفها البعض «بالمتموضعة» أو «المزيفة». كما أطلقت العديد من الانتقادات حول لبسها لربطات العنق (وكانت تستلم بعضا منها كهدايا من معجبيها)، مما أدى إلى توقفها عن لبس الربطات في عام 2003.
 (2004) - (2005) 
شكلت هذه الفترة بداية نضوج لافين، خاصة بعد إطلاق ألبومها الثاني، حيث ظهرت مرتدية بعض التنانير والمشدات. كما بدأت في الظهور بشكل أكبر في المجلات النسائية، إلا أنها قد حافظت على أسلوبها لحد ما، حيث قامت بخلط الملابس الواسعة الصبيانية مع تلك الأكثر رقيا، كأول فستان ظهرت به في مناسبة عامة، حيث كان مغطى بصور الجماجم وارتدت جزمة سوداء.
 مظهرها الحالي 

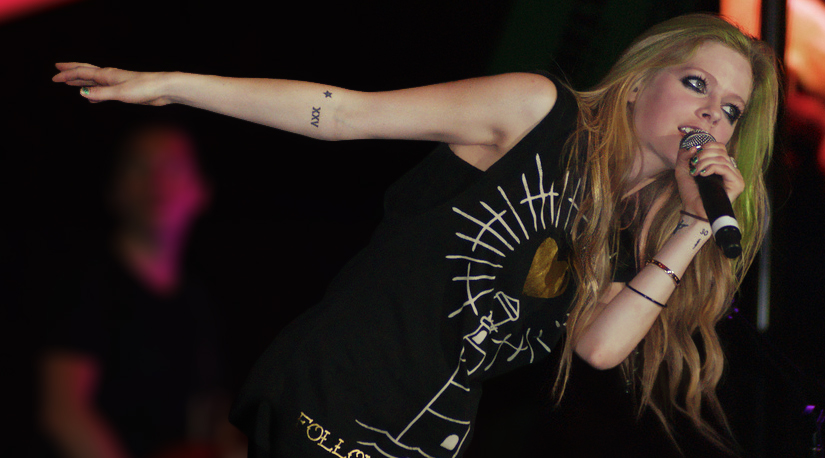
وشما لافين: النجمة وXXV على ساعدها الأيمن، ورقم 30 بالإضافة إلى صاعقة ونجمة على معصمها الأيسر.

بعد زواجها، وكما وعدت في السابق بأنها ستترك تمردها وطريقتها الصيبانية بعد الزواج، بدأت في ترك مظهرها القديم بشكل جزئي، لتتخذ أسلوباً أكثر رقياً، كلبس فساتين السهرة أثناء الحفلات، أو ملابس أنثوية بشكل عام. بعد إصدار ألبومها الثالث، صبغت لافين خصلة من شعرها باللون الوردي، كما بدأت بالظهور بملابس رسمية ذات دلائل على البانك أو التمرد.
بالرغم من ثناء البعض على هذا التحول، إلا أن تصرفاتها ومظهرها الجديد قد أصبح موضع جدل، حيث أنها في بداية ظهورها في عالم الموسيقى أصرت بأنها لن تشابه المغنيات «البناتيات». لكنها هاجمت هذه الانتقادات وعبرت عن استيائها بقولها أن هذا مجرد جزء من البلوغ، وهي لا تزال تحافظ على جزء من مظهرها القديم. كما صرحت بأن مهنتها كعارضة أزياء كانت مجرد تجربة مختلفة لها، وهي لا تلبس مثل هذه الملابس في حياتها العادية، بل تفضل تلك التي تحمل وتمثل إحساس الروك.

### علاقتها مع الإعلام

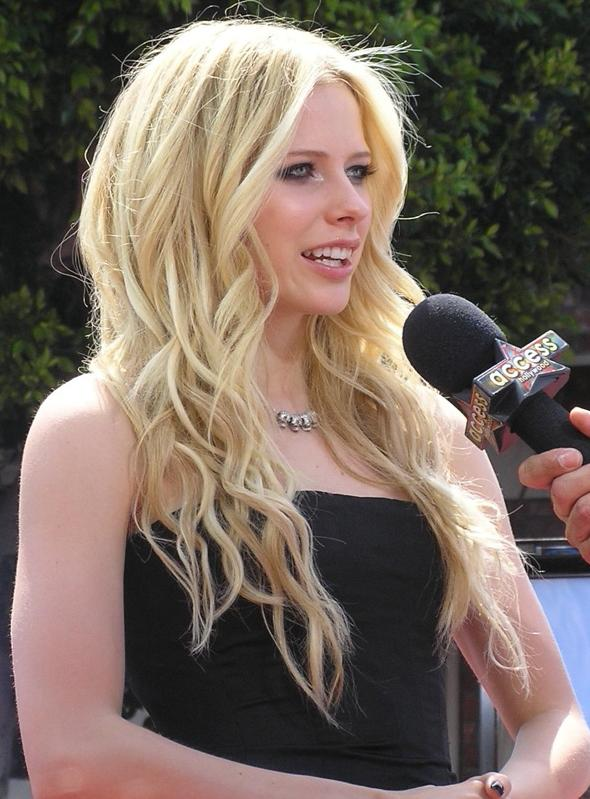
لافين في مقابلة تلفازية في حفل افتتاح فيلم عبر السياج بتاريخ 30 أبريل 2006.

لم تكن لافين تتصدر عناوين صحف الفضائح كالعديد من الفنانيين الشباب، حيث تعترف بأنها ترتاد بعض النوادي وتسرف أحيانا في شرب الكحول، إلا أنها تتجنب الظهور بعلانية أثناء ذلك كما صرحت في مقابلة معها. كما ذكرت أنها تتجنب الذهاب إلى المناطق التي يكثر فيها مصورو المشاهير، مبررة أنها لا تسعى لهذا النوع من الشهرة. كما أوضحت أنها لا تتجاوز الحد في أية من هذه الأمور، وهي ضد المخدرات، حيث رفضت مواعدة زوجها قبل خطوبتهما إلا بعد تأكدها من إقلاعه عن المخدرات.
لكنها واجهت حصتها من الانتقادات، كما حدث عندما بصقت في وجه مصور مشاهير أو «ببرازي» بعد أن حاول تصويرها مع زوجها عند خروجهما معاً، وبالرغم من اعتذارها عن تصرفها، إلا أنها لم تعتذر بشكل مباشر للمصور، بل خصصته لمعجبيها، وذكرت أيضاً بأنها كانت تبصق على مصورو المشاهير والفضائح منذ فترة، وأوضحت أنه بسبب انعدام أخبار وفضائح المشاهير في تلك الآونة، تصدرت تلك القصة العناوين.
كما ظهرت على غلاف مجلة «بلاندر» دون ملابس علوية، بوجود مجرد لوحة تغطي أجزائها، إلا أنها تصر على أنها قد لبست ملابس علوية قصيرة تم تغطيتها بواسطة اللوحة.
إلى جانب ذلك، فإن الدعوات القضائية التي تواجهها بسبب كلمات أغنية «غيرلفريند»، وما قالته شانتال كريفيازوك حول مقدرتها على التأليف، بالإضافة إلى بصقها وإزعاجها لمنتجي ألبومها الثالث جعل تصرفاتها موضع شك. إلا أنها لا تزال تعتبر إحدى الفنانات اللاتي يتجنبن الوقوع في المشاكل.
أما في السنوات الأولى، فمعظم الانتقاد الذي تلقته كان حول مظهرها المتمرد، واستيائها من تقليد معجبيها لملابسها، حيث انتقدتها هيلاري داف قائلة «لابد أن تكون شاكرة أن معجبيها أوفياء ويحبون مظهرها»، لكن لافين ردت عليها باستياء خلال برنامج راديو، وأوضحت بأنها لم تذكر هذا الأمر مطلقاً.

### الأعمال الخيرية
ساهمت لافين في عدد من الأعمال الخيرية المختلفة بطرق عديدة، فقد قامت بتسجيل أغنية «نوكينغ أون هفينز دور» من أجل CD خاص بجمعية «أطفال الحرب» البريطانية، كما أدت أغنية «إيماجين» لجنون لينون، لإضافتها إلى CD تحت عنوان «الكارما الفورية: حملة الصفح العالمية لإنقاذ دارفور»، ويهدف إلى جمع التبرعات لجمعية «الصفح العالمية». إلى جانب ذلك، أدت لافين استعراض حي خلال حدث نظمته جمعية «أمانة الأمير»، بعنوان «حفلة لندن في المنتزه» (بالإنجليزية: London Party in the Park)‏.
إلى جانب ذلك، فقد تبرعت لافين إلى كلا من «حملة جبل الألعاب» بمجموعة من ممتلكاتها و«ميوزيكار» من خلال مزاد نظمته جمعية الغرامي الموسيقية على الإنترنت. كما شاركت في مزاد للصور يحمل اسم «الفن يُعطي الأمل: عقد من الصور الموسيقية»، لجمع العائدات لجمعية «رؤية كندا العالمية» المتخصصة في مساعدة العوائل المصابة بمرض نقص المناعة المكتسبة في أفريقيا. كذلك، ساهمت لافين في جمعيات وحملات تتناول مختلف القضايا، أهمها: «مؤسسة تمنى أمنية»، «شباب الأيدز»، و«الحملة الأمريكية لمساعدة بورما».

## مهنة التمثيل
أبدت لافين اهتماماً بالتمثيل، خاصة في الآونة الأخيرة، حيث كانت تظهر على شاشة التلفاز أو الأفلام لغناء إحدى أغانيها في البداية، لكنها تعمقت فيما بعد. بحسب ما ذكرته لافين، فإنها تعتبر التمثيل طريقة أخرى لإظهار مواهبها ومشاعرها، كما تود لعب الأدوار المعقدة والغامضة.
| العام | الفيلم / المسلسل           | الدور      | معلومات حول الدور                           |
| ----- | -------------------------- | ---------- | ------------------------------------------- |
| 2002  | Sabrina, the Teenage Witch | نفسها      | أدت أغنية "Ska8er Boi"                      |
| 2004  | Going The Distance         | نفسها      | أدت أغنية "Losing Grip"                     |
| 2006  | Fast Food Nation           | أليس       | طالبة جامعية ناشطة                          |
| 2006  | Over The Hedge             | هيثر       | صوت                                         |
| 2007  | The Flock                  | بياتريس بل | صديقة المشتبه به                            |
| 2009  | American Idol              | بشخصها     | حكم، ضيفة شرف (تجارب الأدراء في لوس أنجلوس) |
| 2010  | Majors & Minors            | بشخصها     | ضيفة شرف                                    |
| 2018  | تشارمنغ                    | سنو وايت   |                                             |

## تمنى 5 أمنيات

غلاف الجزء الأول من المانغا الأمريكية "تمنى 5 أمنيات، لأفريل لافين" Avril Lavigne's Make 5 Wishes.

تم إصدار سلسلة من الكتب الهزلية ذات الطابع الياباني (رسوم مانغا) بعنوان: «تمنى 5 أمنيات، لأفريل لافين»، وهي مطروحة على هيئة جزئين.
عندما سُئلت لافين عن سبب قيامها بهذا الأمر، أجابت بأن الكثير من معجبيها يقرؤون المانغا أو القصص المصورة، ولهذا لم تتردد في إصدار هذه السلسلة.
أما بالنسبة للفريق الذي قام بتصميم هذه السلسلة، فهو مكون من الفنانة كاميلا دا أريكو التي تخصصت برسم المانغا، والكاتب جوشوا دايسارت.
وُصفت المانغا بأنها ذات حبكة قوية تحمل مشاعر عميقة، كما تعتبر إحدى المانغا الأمريكية القلائل التي تحمل إمكانية كبيرة لمنافسة المانغا اليابانية.

### القصة
تدور القصة حول مراهقة تدعى هانا، تخفي شخصيتها المنطلقة والجريئة تحت طيات الخجل عند تعاملها مع الناس، لكنها تفجر طاقتها عندما تكون وحدها في غرفتها، وتستمتع مع صديقتها الخيالية، التي هي آفريل لافين. مشكلة هانا تكمن في الوحدة التي تعاني منها، وحاجتها إلى صديق - وتعتبر شخصية لافين الخيالية صديقتها المقربة.
في يوم من الأيام، تجد هانا موقعا بعنوان "www.make5wishes.com" يعرض دمية ذات قدرة على تحقيق الأماني، وتجد صعوبة في الخروج من الصفحة، ومن ثم اكتشفت بأنها قد قامت بطلب الدمية عبر الإنترنت عن طريق الخطأ.
بعد ذلك، تكتشف أن الدمية هي في الواقع مخلوق سحري يمتلك هذه القدرات فعلا، لكنه لا يستطيع تحقيق سوى خمس أمنيات، عبر قطع إحدى قرونه الخمسة. تحمست هانا لهذا الأمر بطبيعة الحال، إلا أنها لا تعلم نواتج أمنياتها، والتي تسير بشكل معاكس لإرادتها ونياتها.

### الفيديو
تم تجزئة القصة المصورة إلى مجموعة فيديوهات، حيث تسرد القصة بنفس طريقة القصص المصورة. يشمل كل فيديو على نغمات بعض الأغان (دون غناء) من ألبوم لافين الثالث «ذا بست دامن ثينغ».

## أعمال أخرى
قامت لافين بمعاونة بعض الفرق والمغنيين الآخرين بالظهور في الفيديوهات الخاصة بأغانيهم المنفردة، وقد ظهرت في الفيديوهات التالية:
- "مئة مليون (بالإنجليزية: Hundred Million)‏" لفرقة البانك بوب «تريبل جارجر» عام 2002م، حيث تظهر في منتصف الأغنية وهي تقفز على ألحان البانك مع أعضاء الفرقة.
- "جميلة، جميلة (بالإنجليزية: Pretty, Pretty)‏" لمغني الروك، وشريك لافين في التأليف «بوتش واكر» عام 2006م، حيث تلعب لافين دور المراهقة المضطربة.

كذلك، قامت بغناء بعض أنجح الأغاني لفرق أو موسيقيون مختلفون، أشهرها أغنية «آيريس» لفرقة «غو غو دولز»، والتي صرحت لافين بأنها أغنيتها المفضلة. وقد قامت بعمل ثنائي مع المغني الأساسي لهذه الفرقة خلال حفل غنائي في عام 2004م. ومن الأغاني الأخرى التي قدمتها «بايسكت كايس» لغرين داي، «نو ون نيدز تو نو» لشنايا تواين، إضافة إلى تلك التي غنتها سعياً لجمع التبرعات للمنظمات الدولية.
إلى جانب ما سبق، شاركت ببعض من أغانيها لتضم إلى الألبومات الخاصة بالأفلام، مثل أغنية «أسقط» (بالإنجليزية: Falling Down)‏، والتي كانت في الأصل B-Side، فقد استخدمت لفيلم "Sweet Home Alabama"، بالإضافة إلى أغنية "SpongeBob SquarePants" لفيلم الرسوم المتحركة الذي يحمل الاسم نفسه.

## أعضاء الفرقة

### الأعضاء الحاليون
| اسم العضو                        | الآلات / الوظيفة               | المدة           |
| -------------------------------- | ------------------------------ | --------------- |
| آل بيري                          | غيتار الباس / صوت مدعم         | 2007 - إلى الآن |
| رودني هاورد                      | الطبول / صوت مدعم              | 2007 - إلى الآن |
| ستيفن آنثوني فيرلازو الابن (.jr) | المفاتيح الكهربائية / صوت مدعم | 2007 - إلى الآن |
| جيم ماك غرومان                   | العيتار الإيقاعي / صوت مدعم    | 2007 - إلى الآن |
| ديفن برونسون                     | الغيتار الأساسي / صوت مدعم     | 2004 - إلى الآن |
| صوفيا توفا                       | صوت مدعم / راقصة               | 2007 - إلى الآن |
| ليندسي بلوفارب                   | صوت مدعم / راقصة               | 2007 - إلى الآن |

### الأعضاء السابقون
| اسم العضو                               | الآلات / الوظيفة            | المدة               |
| --------------------------------------- | --------------------------- | ------------------- |
| مارك سبيكالوك                           | غيتار الباس / صوت مدعم      | أبريل - سبتمبر 2002 |
| جيسي كولبرن                             | الغيتار الإيقاعي            | 2002 - أكتوبر 2003  |
| إيفان توبنفلد لا يزال شريكها في التأليف | الغيتار الأساسي / صوت مدعم  | 2002 - يوليو 2003   |
| كرايغ وود                               | الغيتار الإيقاعي / صوت مدعم | 2003 - يناير 2007   |
| مات بران                                | الطبول                      | 2002 - فبراير 2007  |
| تشارلي مونيز                            | غيتار الباس                 | 2002 - فبراير 2007  |

## وصلات خارجية
- آفريل لافين على موقع IMDb (الإنجليزية)
- آفريل لافين على موقع ميتاكريتيك (الإنجليزية)
- آفريل لافين على موقع الموسوعة البريطانية (الإنجليزية)
- آفريل لافين على موقع روتن توميتوز (الإنجليزية)
- آفريل لافين على موقع قاعدة بيانات الأفلام العربية
- آفريل لافين على موقع ألو سيني (الفرنسية)
- آفريل لافين على موقع ميوزك برينز (الإنجليزية)
- آفريل لافين على موقع رولينغ ستون (الإنجليزية)
- آفريل لافين على موقع أول موفي (الإنجليزية)
- آفريل لافين على موقع قاعدة بيانات الأفلام السويدية (السويدية)